# Globotruncanidae
Globotruncanidae es una familia de foraminíferos planctónicos de la superfamilia Globotruncanoidea, del suborden Globigerinina y del orden Globigerinida. Su rango cronoestratigráfico abarca desde el Turoniense hasta el Maastrichtiense (Cretácico superior).

## Discusión
Clasificaciones posteriores han incluido Globotruncanidae en la superfamilia Globigerinoidea.

## Clasificación
Globotruncanidae incluye a los siguientes géneros:
- Subfamilia Globotruncaninae †
  - Contusotruncana †
  - Dicarinella †, también incluido en la familia Globotruncanellidae
  - Gansserina †, también incluido en la familia Rugoglobigerinidae o en la subfamilia Reissinae
  - Globotruncana †
  - Globotruncanita †, también incluido en la subfamilia Reissinae
  - Kassabiana †, también incluido en la subfamilia Reissinae
  - Marginotruncana †
  - Radotruncana †, también incluido en la subfamilia Reissinae
  - Rugotruncana †, también incluido en la familia Rugoglobigerinidae
  - Sigalitruncana †, también incluido en la subfamilia Reissinae
- Subfamilia Globotruncanellinae †
  - Globotruncanella †
- Subfamilia Abathomphalinae †, considerada también como familia Abathomphalidae
  - Abathomphalus †

También han sido consideradas en Globotruncanidae las siguientes subfamilias:
- Subfamilia Ananiinae
  - Anania †, también considerado en subfamilia Abathomphalinae
  - Badriella †, también considerado en subfamilia Abathomphalinae
  - Meridionalla †, también considerado en subfamilia Abathomphalinae
- Subfamilia Reissinae
  - Bucherina †, también incluido en la familia Rugoglobigerinidae
  - Elevatotruncana †
  - Gansserina †, también incluido en la subfamilia Globotruncaninae
  - Globotruncanita †, también incluido en la subfamilia Globotruncaninae
  - Kassabiana †, también incluido en la subfamilia Globotruncaninae
  - Radotruncana †, también incluido en la subfamilia Globotruncaninae
  - Sigalitruncana †, también incluido en la subfamilia Globotruncaninae
  - Turbotruncana †

Otros géneros considerados en Globotruncanidae son:
- Archaeoglobitruncana † de la Subfamilia Globotruncaninae, de estatus incierto
- Caronita † de la Subfamilia Globotruncaninae, considerado sinónimo posterior de Sigalitruncana
- Carpathoglobotruncana † de la subfamilia Globotruncaninae, considerado sinónimo posterior de Sigalitruncana
- Clivotruncana †
- Coronotruncana † de la subfamilia Globotruncaninae
- Obliquacarinata † de la subfamilia Globotruncaninae
- Pessagniella † de la subfamilia Globotruncaninae, considerado sinónimo posterior de Marginotruncana
- Pessagnoites † de la subfamilia Globotruncaninae
- Petalotruncana †
- Planotruncana † de la subfamilia Globotruncaninae, aceptado como Rosalinella
- Praerotalipora † de la subfamilia Globotruncaninae, considerado sinónimo posterior de Globotruncana
- Radonita † de la subfamilia Globotruncaninae, aceptado como Radotruncana
- Rosalinella † de la subfamilia Globotruncaninae, considerado sinónimo posterior de Globotruncana
- Rosalinotruncana † de la subfamilia Globotruncaninae, aceptado como Globotruncana y/o Rosalinella
- Rosita † de la subfamilia Globotruncaninae, aceptado como Contusotruncana
- Rotundina † de la subfamilia Globotruncaninae, considerado subgénero de Globotruncana, Globotruncana (Rotundina)
- Rugosocarinata † de la subfamilia Globotruncaninae
- Sphaerotruncana † de la subfamilia Globotruncaninae
- Truncomarginata † de la subfamilia Globotruncaninae, aceptado como Globotruncana
- Umbotruncana †
- Ventrotruncana † de la subfamilia Globotruncaninae